# Orkla Foods Danmark
Orkla Foods Danmark är ett danskt livsmedelsföretag och Orklas dotterbolag för livsmedel i Danmark.
Orkla Foods Danmark bildades 2013 genom sammanslagning av Beauvais Foods och Rieber & Søn Danmark. Huvudkontoret ligger i Vallensbæk Strand. Orkla Confectionery & Snacks Danmark är ett annat bolag i Orkla Danmark-koncernen. Odense Marcipan är ett systerbolag till Orkla Foods Danmark, men är en separat verksamhet inom Orkla.

## Varumärken och fabriker
Orkla Foods Danmark säljer mat under märkena Bähncke, Beauvais, Blomberg's Glögg, Den Gamle Fabrik, Havrefras, Naturli', Paulúns, Quaker Oats, Ribena, Risifrutti, Fun Light, Pama, Easyfood, Scoop och Sunsweet.
Företaget har fabriker i Skælskør, Kolding och Esbjerg. En del produktion ligger i utländska fabriker, inte minst de som tillhör Orkla Foods Sverige.

## Historik

### Beauvais/Felix/Orkla
Beauvais är en klassisk dansk konservindustri, grundad 1850 av fransmannen I.D. Beauvais(da). En för tiden modern fabrik hade 1957 öppnats i Svinninge och blivit företagets bas. Beauvais hade år 1970 tagits över köttkonservsfabriken Plumrose och bildat Beauvais-Plumrose.
Svenska Beijerinvest, som nyligen tagit över AB Felix, köpte hösten 1980 Beauvais från Plumrose. Den danska verksamheten lades i bolaget Beauvais-Felix och integrerades i Felix-koncernen.
År 1981 slogs Beijerinvest ihop med Volvo, som år 1984 lade livsmedelsverksamheten under bolaget Provendor Food. År 1990 sålde Volvo Provendor Food till Procordia, som år 1993 delades upp varpå livsmedelsverksamheten hamnade i ett bolag som hette BCP Branded Consumer Products och kontrollerades av Volvo.
Beauvais tillhörde under denna tid Felixkoncernen och följde med Felix när det företaget uppgick i Procordia Food som bildades i januari 1995. Senare under 1995 såldes Procordia Food till norska Orkla. A/S Beauvais förblev ett dotterbolag till Procordia Food under en period innan det blev ett självständigt bolag under Orklas livsmedelsproduktion. Utöver fabriken i Svinninge hade Beauvais vid övertagandet även fabriker i Frørup och Skrave, men dessa lades ner i februari 1998.
Abba Seafood hade 1991 köpt det danska fiskföretaget Glyngøre Limfjord och ganska snart stängt ner dess fabrik i Glyngøre för att flytta produktionen till Kungshamn. Abba behöll dock varumärket Glyngøre och distribution i Danmark. Under 1998 integrerades dock Abba Seafoods danska försäljning och varumärket Glyngøre i Beauvais.
I maj 1999 tog Beauvais över marknadsföringen av Risifrutti i Danmark som skötts av Odense Marcipan sedan lanseringen 1995.
År 2007 köpte Beauvais pastatillverkaren Pastella med fabriker i Fredricia och Skovlund från Arla Foods. Beauvais sålde då även mat under märkena Fresh Light, Risifrutti, Den Gamle Fabrik, Grandiosa och Glyngøre.

### Bähncke/Rieber & Søn
Bähncke är en klassisk dansk tillverkare av senap, dressing, ketchup och andra tillbehör, grundad 1858 av Wilhelm Bähncke. Företaget köptes 1982 av De Danske Spritfabrikker som 1989 uppgick i Danisco.
En annan klassisk dansk matproducent är K-Salat som hade kommit ägas av brittiska Uniq plc (tidigare Unigate).
Norska Rieber & Søn hade varit verksamt i Danmark i flera år genom företaget Denja. År 2005 sålde Uniq K-Salat till Rieber & Søn som integrerade Denjas danska verksamhet i K-Salat. Senare under hösten 2005 övertog Rieber & Søn även Bähncke. Den danska verksamheten drevs sedan i dotterbolaget Rieber & Søn Danmark A/S.

### Sammanslagning
I augusti 2012 meddelade Orkla att man skulle köpa Rieber & Søn. Rieber & Søn Danmark integrerades i Beauvais Foods under år 2013. Orkla passade på införa sitt eget namn på flera dotterbolag i samband med fusionen, varpå Beauvais foods A/S bytte namn till Orkla Foods Danmark A/S den 1 december 2013.
År 2016 stängde Orkla den tidigare Beauvaisfabriken i Svinninge och verksamheten flyttades till Bähncke i Skælskør. Företaget Easyfood med fabrik i Kolding köptes år 2018.
År 2016 köpte Orkla Foods Danmark Kavlis danska verksamhet med märkena Fun, Grønnegården, Kavli, Scoop och Blomberg's Glögg och en saftfabrik i Ringkøbing. I september 2017 meddelades att fabriken i Ringkøbing skulle läggas ner och produktionen flyttas till Orkla Foods Sveriges fabrik i Kumla.
K-Salat såldes 2017 till Stryhns A/S. År 2019 såldes fiskkonservsmärket Glyngøre till Amanda Seafoods. År 2019 köptes grötrismärket Pama från PepsiCo.
I mars 2021 beslutades att Orkla Foods Danmark och Orkla Confectionery & Snacks Danmark skulle läggas under bolaget Orkla Danmark, men verksamheten låg fortfarande i de separata bolagen.